# Старий бульвар (Житомир)
Старий бульвар — бульвар в Корольовському районі Житомира.

## Характеристики

### Розташування
Знаходиться в центральній частині міста, в Старому місті, на теренах історичної місцевості, відомої в ХІХ столітті як Дівоче Поле. Кінець бульвару розташований на схилах Петровської Гори. Починається з Великої Бердичівської вулиці, прямує на південний захід, завершується в Шодуарівському парку. Має перехрестя з вулицями Віктора Косенка та Університетською, Фещенка-Чопівського, Синельниківською та Шодуарівським провулком.

### Забудова
Старий бульвар з комплексом фонтанів і благоустроєм є пам'яткою архітектури місцевого значення. Вагома частка житлової та громадської забудови вулиці представлена архітектурою другої половини ХІХ — початку ХХ століття.

#### Пам'ятки архітектури місцевого значення[3]
- № 7 — будівля окружного суду, 1893-1894 рр. побудови;
- № 16/1 — особняк міського голови Житомира Івана Оскаровича Доманевського, 1904 року побудови[4];
- № 22 — особняк родини де Шодуар (щойно виявлена пам'ятка архітектури місцевого значення), побудови початку ХХ століття;
- № 34 — парк ім. Ю.О.Гагаріна, закладений в останній чверті ХІХ століття.

Пам'ятки монументального мистецтва
- Пам'ятка монументального мистецтва національного значення на розі вулиці Великої Бердичівської та Старого бульвару, 1899 року створення (охоронний номер 060001-Н). До 2023 року у реєстрах вказана як пам'ятник О.С. Пушкіну — російському поету. У 2023 році демонтовано
- Пам’ятник викладачам та студентам сільськогосподарського інституту, які загинули в роки ВВВ — між будинками № 7 та № 9. Встановлений в 1967 році.
- Пам’ятний знак працівникам органів внутрішніх справ, які загинули при виконанні службових обов’язків — біля будинку УМВСУ по Житомирській області. Встановлений в 1996 році.
- Пам’ятний знак Г.О. Готовчицю — першому міністру України у справах захисту населення від наслідків аварії на ЧАЕС — на фасаді будинку № 12. Встановлений в 1996 році.

## Історія
Закладений у 1870-х роках згідно з генеральними планами міста середини ХІХ століття у переважно вільній від забудови місцевості Дівоче Поле, що до 1863 року належала жіночому католицькому монастиреві сестер-милосердя (шаріток). Забудова бульвару розпочалася наприкінці ХІХ століття. Первинна (історична) забудова значною мірою формувалася за рахунок будівництва елітних особняків та громадських будинків, серед яких, зокрема:
- прибутковий будинок Шапіро — побудови другої половини ХІХ століття в стилі еклектизму, на розі з Великою Бердичівською вулицею[6];
- будівля окружного суду — 1897 року будівництва в стилі модернізованого бароко[7] (нині головний корпус Поліського національного університету);
- особняк Житомирського міського голови Старосвєтського — побудови кінця ХІХ століття, на розі з Пушкінською вулицею (знесений в 1994 році; фрагмент головного фасаду особняка збережено та вбудовано у головний фасад нової будівлі, зведеної у 1995 році)[7];
- особняк Житомирського міського голови Доманевського — 1904 року побудови в стилі модерн[8];
- особняк родини де Шодуар — побудови початку ХХ століття[3][8].

Поряд з вищенаведеними будівлями, наприкінці ХІХ — на початку ХХ століття здійснювалося будівництво більш простих одноповерхових жтлових будинків садибного типу.
У розмовній практиці з кінця ХІХ століття містяни розділяли нинішній Старий бульвар на чотири частини в межах чотирьох кварталів, сформованих обабіч бульвару. Відлік розпочинався від Великої Бердичівської вулиці. Перший бульвар — в межах вулиць Великої Бердичівської й Пушкінської, Другий бульвар — між вулицями Пушкінською й Ніколаєвською (нині Фещенка-Чопівського), третій — в межах вулиць Ніколаєвської та Синельниківської, четвертий — від Синельниківської вулиці до берега Тетерева.
У 1899 році на вході до Першого бульвару урочисто відкрито перший в місті пам'ятник О.С. Пушкіну на добровільні внески житомирян.
У 1922 році на Другому бульварі, навпроти будівлі колишнього Окружного суду постав пам'ятник Леніну.
У 1931 році на початку Другого бульвару відкрито пам'ятник Миколі Щорсу. Демонтований під час Другої світової війни.
До 1950-х років бульвар був довшим. На початку ХХ століття завершувався на березі річки Тетерів, до якої на схилі Петровської Гори спускався терасами, допоки не були побудовані сходи до річки. У 1939 році на Четвертому бульварі, перед входом до парку культури та відпочинку влаштовано колонаду, а також фонтан. Наприкінці 1930-х років реконструйовані (за іншими даними побудовані) сходи, що сполучили центральну алею парку з набережною річки Тетерів. Внаслідок реконструкції кінця 1940 — початку 1950-х років, Четвертий бульвар ліквідовано з приєднанням його початку, між провулком ІІІ Інтернаціоналу (нині Шодуарівським) та колонадою, до Третього бульвару, іншу ж його частину включено до складу міського парку культури та відпочинку  як головною алеєю, у відповідності до проєкту 1938 року.
У 1950 — 1960-х роках забудова, представлена житловими будинками садибного типу, між ннішніми вулицями Великою Бердичівською та Фещенка-Чопівського, поступово замінювалася на чотири-, п'ятиповерхові житлові «сталінки» й «хрущовки».
У 1980 році була здійснена докорінна реконструкція бульвару з заміною покриттів, демонтажем залізобетонних огорож алей, встановленням стилізованих світильників у стилі «ретро». Наприкінці бульвару, вздовж схилу Петровської Гори, побудовано фонтан «Каскад».
В останні роки існування СРСР на місці знесених садиб між нинішніми вулицею Фещенка-Чопівського та Шодуарівським провулком розпочато побудову гастрольного театру на 1500 місць. Невдовзі будівництво було заморожене. У 2014 році недобудову знесено, на території запланованого будівництва постала житлова багатоповерхівка.

### Історія зміни назв
- До 1919 року — Бульварна вулиця;
- до 1953 року — вулиця Третього Інтернаціоналу;
- 1953 — 1955 — вулиця  Сталіна;
- 1955 — 1961 — проспект Сталіна;
- 1961 — 1967 — Жовтнева вулиця;
- 1967 — 1988 — вулиця імені 50-річчя Жовтня;
- 1988 — 1993 — Жовтневий бульвар;
- з 1993 року — Старий бульвар.